# 마리아치 플라자역
마리아치 플라자 (Mariachi Plaza)역은 로스앤젤레스 메트로의 L선역 중 하나이다. 로스앤젤레스 보일 하이츠(Boyle Heights) 지구의 1번가(1st Street)와 보일 애비뉴(Boyle Avenue) 교차로에 위치하고 있다. 이 역은 골드 라인 이스트사이드 연장선(Gold Line Eastside Extension)의 일환으로 2009년에 개장했다.

## 위치
역 입구는 마리아치 광장(Mariachi Plaza)에 위치하여, 이 곳의 이름을 따서 역명이 정해졌다. 이 광장은 이스트 로스앤젤레스의 보일 하이츠(Boyle Heights) 주거지에 있는 역사적인 관문이다. 이 역은 홀렌백 공원(Hollenbeck Park) 인근의 동1번가(East 1st Street)와 보일 애비뉴(Boyle Avenue) 교차로에 있다.

## 역 구조
| 지상1층 | 길거리                          | 출입구 (내려감)                                             |
| 지하1층 |                                 | 출입구 (올라감), 표 사는 곳, 개찰구                         |
| 지하2층 | L선                             | ← 소토역 Soto ← 애틀랜틱행 (종착점행)                       |
| 지하2층 | 섬식 승강장, 왼쪽 출입문이 열림 |                                                             |
| 지하2층 | L선                             | → 피코/알리소역 Pico/Aliso → APU/시트러스 칼리지행 (기점행) |

마리아치 플라자역은 L선 이스트사이드 부분에 있는 2개의 지하역 중 하나이다.(다른 하나는 소토역) 지하는 2개의 층으로 이루어져 있으며, 지하 1층은 개집표기 및 티켓 자동판매기가 있는 대합실이며, 지하 2층은 2개의 선로가 있는 섬식 승강장이다.

### 열차 운행 정보
L선 운행은 오전 5시부터 시작하여 오전 12시 15분까지이다.

## 인근 역세권
- 화이트 메모리얼 메디컬 센터(White Memorial Medical Center)

## 연결 가능한 대중교통
| 메트로 Metro Bus        | 일반 메트로버스: 30, 106 |
| LADOT                   | 일반: - DASH: -          |
| 푸트힐 Foothill Transit | -                        |
| 빅블루버스 Big Blue Bus | -                        |
| 기타:                   | -                        |